# صمد و فولادزره دیو
صمد و فولادزرهِ دیو فیلمی به کارگردانی جلال مقدم و نویسندگی پرویز صیاد، جلال مقدم ساختهٔ سال ۱۳۵۱ است.

## خلاصه داستان
صمد (پرویز صیاد) موی دیوی را آتش می‌زند و فولادزرهِ دیو از اسارت هشت هزار ساله نجات می‌یابد…

## بازیگران
- پرویز صیاد
- شهناز تهرانی
- نوری کسرایی
- فرخ‌لقا هوشمند
- عبدالعلی همایون
- رضا شفیع
- حسین امیرفضلی
- کاظم تهرانچی
- آپیک یوسفیان
- بهزاد
- فرخ غفاری
- جلال مقدم
- اسفندیار قره باغی
- غلام